# Општина Униреа (Калараш)
Униреа (рум. Unirea) општина је у Румунији у округу Калараш.
Oпштина се налази на надморској висини од 14 m.